# Laujar de Andarax
Laujar de Andarax er en by og kommune i det sydøstlige Spanien i provinsen Almería. Den har et indbyggertal på 1.658 (2024) indbyggere.